# Рудолф II фон Кенцинген
Рудолф II фон Кенцинген/Рудолф II фон Юзенберг (на немски: Rudolf II von Kenzingen; Rudolf II von Üsenberg?; † 1259) от фамилията на господарите на Юзенберг, е господар Кенцинген/Юзенберг в Брайзгау.

## Произход и управление
Той е син на Рудолф I фон Юзенберг († сл. 1231). Внук е на Бурхард I фон Юзенберг († сл. 1203) и правнук на Хесо II († сл. 1157), фогт фон Юзенберг. Брат е на Бурхард II фон Юзенберг († 16 октомври 1248).
Рудолф II фон Юзенберг дава през 1244 г. защита на монахините от Нидинген и през 1248 г. им подарява патронското си право на манастир Вонентал при Кенцинген. През 1249 г. Рудолф II основава град Кенцинген при селото Кенцинген. Той е погребан в манастира, който така става домашен манастир на фамилията Юзенберг.

## Фамилия
Първи брак: с графиня Кунигунда фон Катценелнбоген († пр. 20 август 1253), дъщеря на граф Бертхолд II фон Катценелнбоген († сл. 1211) и Аликс де Момпелгард († сл. 1244). Те имат децата:
- Рудолф III фон Юзенберг-Кенцинген († 1 април 1296), женен на 5 януари 1247 г. за Хелика фон Лихтенберг († сл. 1293), дъщеря на Хайнрих I фон Лихтенберг († 1232), внучка на Алберт фон Лихтенберг
- Буркхард III фон Юзенберг-Кенцинген († 13 април 1305 или 1334), господар на Юзенберг, женен I. за фон Шварценберг, II. за фон Хевен, баща на Хесо IV фон Юзенберг (1283 – 1331)
- Анна фон Юзенберг-Кенцинген († сл. 1286), омъжена за маркграф Хайнрих II фон Баден-Хахберг († 1299/1300), син на маркграф Хайнрих I фон Баден-Хахберг († 1231) и Агнес фон Урах († сл. 1231)
- Гебхард фон Юзенберг († сл. 1319)

Втори брак: ок. 1311 г. с Елизабет фон Лихтенберг (* ок. 1246; † сл. 1270), дъщеря на Хайнрих II фон Лихтенберг († 1269), фогт фон Страсбург, и втората му съпруга Елизабет. Те имат един син:
- Рудолф IV фон Юзенберг-Кенцинген 'Млади' († 5 януари 1304), женен за Аделхайд († сл. 1293)

Вдовицата му Елизабет фон Лихтенберг се омъжва втори път ок. 1254 г. (или ок. 1270) за граф Хайнрих I фон Геролдсек († 1296/1298).